# Fiume Roia
Fiume Roia este o arie protejată (arie specială de conservare — SAC, sit de importanță comunitară — SCI) din Italia întinsă pe o suprafață de 120 ha, integral pe uscat.

## Localizare
Centrul sitului Fiume Roia este situat la coordonatele 43°48′58″N 7°35′28″E / 43.816111°N 7.591111°E.

## Înființare
Situl Fiume Roia a fost declarat sit de importanță comunitară în iunie 1995 pentru a proteja 49 de specii de animale. Situl a fost protejat și ca arie specială de conservare în aprilie 2017.

## Biodiversitate
Situată în ecoregiunea mediteraneană, aria protejată conține 9 habitate naturale: Galerii de Salix alba și de Populus alba, Râuri mediteraneene cu debit intermitent, cu specii de Paspalo-Agrostidion, Liziere de ierburi înalte hidrofile de câmpie și de nivel montan până la alpin, Râuri mediteraneene cu debit permanent cu specii de Paspalo-Agrostidion și galerii riverane de Salix și de Populus alba, Estuare, Pseudostepă cu ierburi și specii anuale de Thero-Brachypodietea, Păduri aluvionare cu Alnus glutinosa și Fraxinus excelsior (Alno-Padion, Alnion incanae, Salicion albae), Lacuri eutrofice naturale cu vegetație de tip Magnopotamion sau Hydrocharition, Vegetație anuală la limita mareei.
La baza desemnării sitului se află mai multe specii protejate:
- păsări (47): privighetoare-de-baltă (Acrocephalus melanopogon), pescăruș albastru (Alcedo atthis), rață pitică (Anas crecca), rață mare (Anas platyrhynchos), fâsă de luncă (Anthus pratensis), fâsă de pădure (Anthus spinoletta), stârc roșu (Ardea purpurea), stârc galben (Ardeola ralloides), rață-cu-cap-castaniu (Aythya ferina), rața moțată (Aythya fuligula), pasărea ogorului (Burhinus oedicnemus), sticlete (Carduelis carduelis), Cettia cetti, Corvus monedula, lebădă de vară (Cygnus olor), egretă mică (Egretta garzetta), măcăleandru (Erithacus rubecula), cinteză (Fringilla coelebs), lișiță (Fulica atra), becațină comună (Gallinago gallinago), găinușă de baltă (Gallinula chloropus), piciorong (Himantopus himantopus), rândunică (Hirundo rustica), sfrâncioc roșiatic (Lanius collurio), Larus argentatus, pescăruș negricios (Larus fuscus), pescăruș-cu-cap-negru (Larus melanocephalus), pescăruș râzător (Larus ridibundus), rață fluierătoare (Mareca penelope), codobatură galbenă (Motacilla alba), codobatură de munte (Motacilla cinerea), stârc de noapte (Nycticorax nycticorax), vrabie (Passer domesticus), pițigoi de brădet (Periparus ater), Phalacrocorax carbo sinensis, codroș de munte (Phoenicurus ochruros), pitulice de munte (Phylloscopus collybita), corcodel-cu-gât-negru (Podiceps nigricollis), Ptyonoprogne rupestris, ciocântors (Recurvirostra avosetta), rață cârâitoare (Spatula querquedula), graur (Sturnus vulgaris), corcodel mic (Tachybaptus ruficollis), chiră de mare (Thalasseus sandvicensis), pănțărușul (Troglodytes troglodytes), mierlă (Turdus merula), sturz-cântător (Turdus philomelos)
- pești (2): Barbus caninus, Telestes muticellus

Pe lângă speciile protejate, pe teritoriul sitului au mai fost identificate 4 specii de plante, 2 specii de amfibieni, 2 specii de nevertebrate, 2 specii de pești, 3 specii de reptile.